# Comuna Usolusî, Iemilciîne
Usolusî (în ucraineană Усолусівська сільська рада) este o comună în raionul Iemilciîne, regiunea Jîtomîr, Ucraina, formată din satele Maidan, Sîneavka și Usolusî (reședința).

## Demografie
Componența lingvistică a comunei Usolusî
     Ucraineană (99,14%)
     Alte limbi (0,86%)
Conform recensământului din 2001, majoritatea populației comunei Usolusî era vorbitoare de ucraineană (99,14%), existând în minoritate și vorbitori de alte limbi.